# Jordan Love
Pour les articles homonymes, voir Love.
(en) Statistiques sur pro-football-reference
Jordan Love, né le 2 novembre 1998 à Bakersfield, est un sportif américain de football américain jouant au poste de quarterback dans la National Football League (NFL).
Au niveau universitaire, il joue pour les Aggies d'Utah State dans la NCAA Division I FBS (2017-2019) et est désigné MVP du New Mexico Bowl 2018. Love est ensuite sélectionné par la franchise des Packers de Green Bay en 26e choix global lors du premier tour de la draft 2020 de la NFL.
Remplaçant d'Aaron Rodgers durant trois saisons, il est désigné titulaire en 2023 à la suite du départ de Rodgers aux Jets de New York.
Lors de son premier match en 2023, il gagne 245 yards et inscrit trois touchdowns à la passe lors de la victoire 38 à 20 contre les Bears de Chicago.

## Statistiques
| Année      | Équipe     | MJ |                 | Passes          | Passes          | Passes          | Passes          | Passes          | Passes          | Passes          |                 | Courses         | Courses         | Courses | Courses |     | Sacks  | Sacks |  | Fumbles | Fumbles |
| Année      | Équipe     | MJ | Tentées         | Réussies        | Pct.            | Yards           | TD              | Int.            | Éval.           | Tentées         | Yards           | Moy.            | TD              | Nb.     | Yards   | Nb. | Perdus |       |  |         |         |
| 2021       | Green Bay  | 06 | 062             | 036             | 58,1            | 0 411           | 02              | 03              | 068,7           | 12              | 027             | 02,3            | 0               | 03      | 023     | 3   | 1      |       |  |         |         |
| 2022       | Green Bay  | 04 | 021             | 014             | 66,7            | 0 195           | 01              | 0               | 112,2           | 01              | - 01            | -1,0            | 0               | 0       | 0       | 0   | 0      |       |  |         |         |
| 2023       | Green Bay  | 17 | 579             | 372             | 64,2            | 4 159           | 32              | 11              | 096,1           | 50              | 247             | 05,9            | 4               | 30      | 242     | 9   | 3      |       |  |         |         |
| 2024       | Green Bay  | ?  | Saison en cours | Saison en cours | Saison en cours | Saison en cours | Saison en cours | Saison en cours | Saison en cours | Saison en cours | Saison en cours | Saison en cours | Saison en cours | ?       | ?       | ?   | ?      |       |  |         |         |
| Totaux NFL | Totaux NFL | 27 | 662             | 355             | 63,1            | 3 899           | 35              | 14              | 093,5           | 63              | 273             | 4,3             | 4               | 33      | 265     | 12  | 4      |       |  |         |         |

## Vie privée
Fin 2019, Love et deux de ses coéquipiers universitaires ont été cités au tribunal pour possession de marijuana mais les accusations ont ensuite été abandonnées, les procureurs invoquant un manque de preuves.
Love a commencé à sortir avec la joueuse de volley-ball universitaire Ronika Stone en 2020, cette relation étant toujours d'actualité en 2023. Le père de Stone, Ron Stone (en), a joué dans la NFL pendant 12 saisons.